# 白花鐵富豆
白花鐵富豆（学名：Tephrosia candida）又名白灰毛豆，为豆科灰毛豆屬下的一个种。

## 扩展阅读
- 維基物種上的相關：白花鐵富豆